# Туризм в Нахичеванской Автономной Республике
Нахичеванская Автономная Республика является одним из туристических регионов Азербайджана с его флорой и фауной, климатом и древними памятниками культуры.

## Общая информация
Нахичевань известен своими историческими памятниками, такими как Момина Хатун, Юсиф ибн Кусейр, Гюлистанские гробницы и Гарабаглар. Есть другие туристические места, такие как замок Бабек, пещера Килит, замок Алинджа и Гамигая в Нахчыване.
Нахчыван также известен религиозными местами, такими как Ашаби-Кахф, могила Пророка Ноя.
В 2006 году в Нахчыване состоялась конференция «Туризм, развитие и перспективы». В 2008 году была проведена конференция «Религиозный и оздоровительный туризм: организация духовного и физического отдыха», в которой приняли участие представители стран-членов Организации Исламская конференция.
В 2009 году на 6-й Конференции министров культуры государств-членов ОИК, состоявшейся в Баку, Нахичеванская Автономная Республика была объявлена «столицей исламской культуры Азиатского региона на 2018 год».

## Статистика
Количество туристов, посетивших Нахчыван в течение 2006—2017 годов:
- 2006 год — 93 930
- 2007 год — 140 895
- 2008 год — 219 118
- 2009 год — 225 914
- 2010 год — 287 634
- 2011 год — 343 139
- 2012 год — 358 963
- 2013 год — 370 638
- 2014 год — 378 102
- 2015 год — 389 823
- 2016 год — 403 275
- 2017 год — 413 357

## Исторические памятники

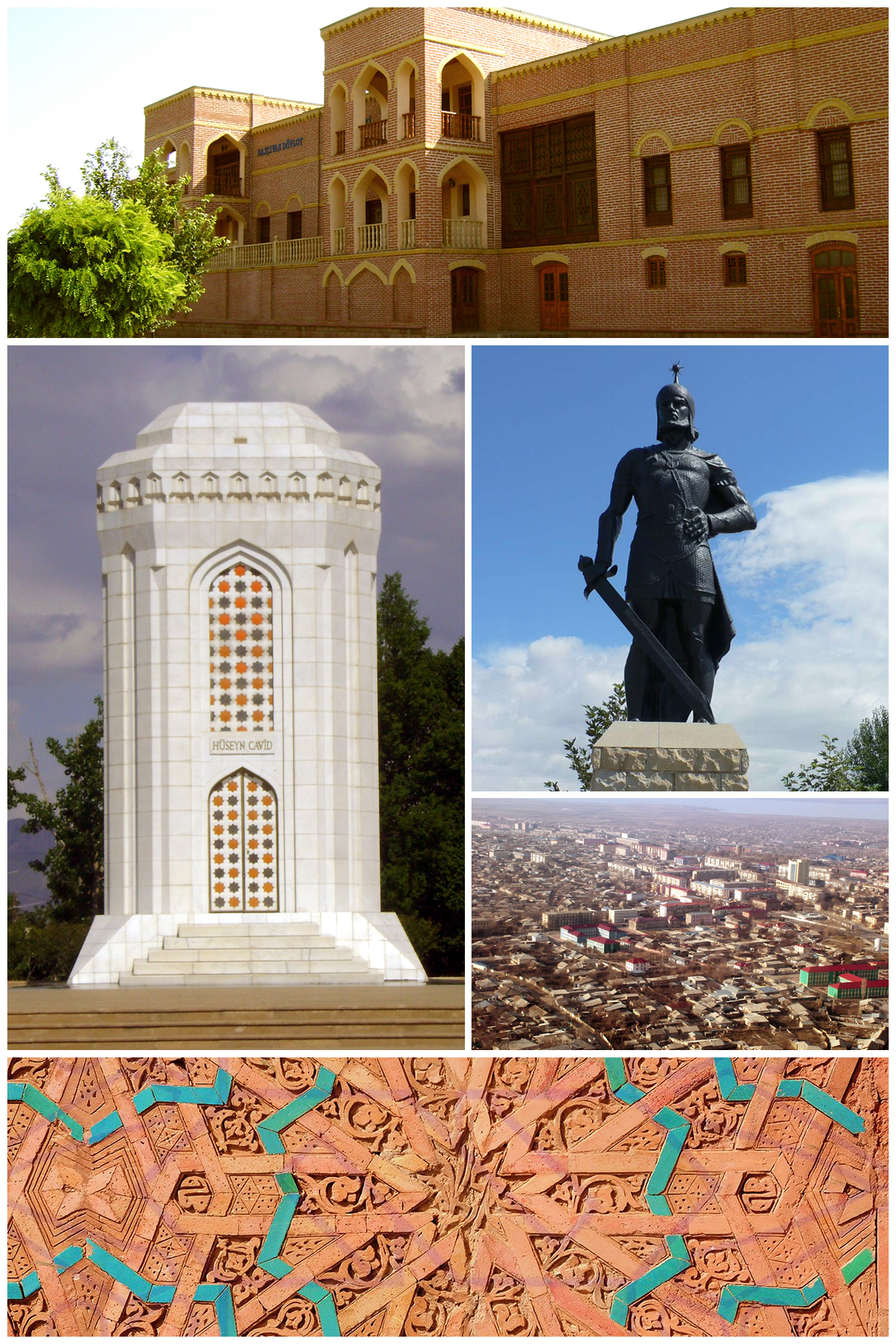
Исторические памятники в Нахчыване

В Нахчыване находится 1162 исторических памятника. Знаменитыми примерами исторических памятников в Нахчыване являются могила Агхоглана, Алинджачай Ханага, Ашаби-Ках, Мост Азы, Темная долина, Мечеть Дирнис, Дом Фархада, Гамигайя, Гарабагларская гробница, Мост Газанчи, Гейзария, Гиланская гробница, Гюлистанская гробница, мечеть Гаджи Гусейноглу, дворец Ханов, могила Момина Хатун и гробница Ноя. Амираддин Масуд Нахчивани, живший в XII веке во дворце Эльданизидов, способствовал развитию культурного, мемориального и религиозного зодчества Нахчывана.

### Замок Алинджа
Замок Алинджа — это исторический памятник, который был построен на вершине скалы в VI веке. Он расположен недалеко от Нахчывана и является одним из туристических направлений. Замок расположен на высоте 1800 метров.

### Агбуджаг
Археологический объект Агбуджаг расположен в регионе Шарур, который стал одним из лучших туристических мест на Кавказе. Основываясь на найденных археологических предметах, Агбуджаг является одним из древних поселений, установленных в V—IV веках до н. э. Предметы, найденные здесь, включая древние могилы и памятники конуса, относятся к позднему периоду античности.

### Ашаби-Кахф
Название Ashabi-Kahf означает «Пещерные мастера» на арабском языке. Он расположен в естественной пещере между горами Иланда и Нахаджир.
В 1998 году были проведены восстановительные работы в Ашаби-Кахфе на основании распоряжения бывшего президента Азербайджанской Республики Гейдара Алиева.

### Гамигая
Гамигая — это гора в районе Ордубад. Высота этой горы составляет 3725 метров. На горе есть надписи, относящиеся 4-1 тысячелетие до нашей эры.

### Гробница Момина Хатун

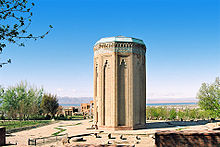
Гробница Момина Хатун

Гробница Момина Хатун является «одним из жемчужин восточной архитектуры». Этот исторический памятник был построен в 1186 году в западной части Нахчывана архитектором Аджами Абубакиром Нахчивани, основателем нахичеванской архитектурной школы. Момина Хатун была женой основателя Государства Ильдегизидов Шамс ад-Дина Ильдегиза, который приказал создать эту гробницу после его жены. 30 сентября 1998 года гробница Момина Хатун была занесена в предварительный список Всемирного наследия ЮНЕСКО, нуждающийся в срочной охране.

### Мавзолей Гарабаглар

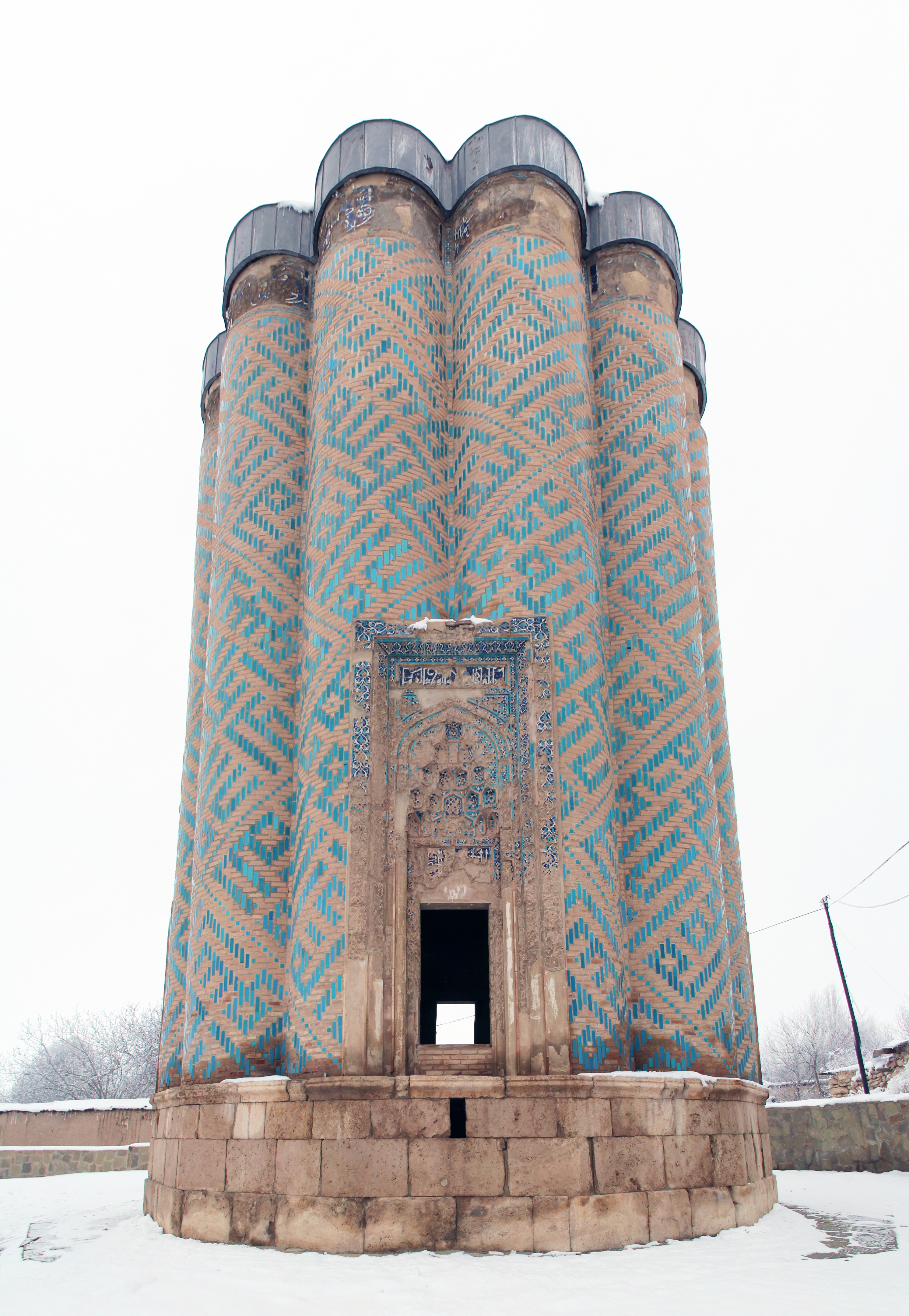
Мавзолей Гарабаглар

Этот исторический памятник относится к средневековью. Памятник состоит из двойного минарета, который был построен в конце 12-го и в начале 13-го, а головная арка, соединяющая минареты, относится к XIV веку.
Мавзолей Гарабаглар состоит из 4 основных арк, они размещены на Северном, Южном, Западном и Восточном направлениях.
30 сентября 1998 года мавзолей Гарабаглар был внесен в предварительный список Всемирного наследия ЮНЕСКО, нуждающийся в срочной охране.

### Гробница Гюлюстан

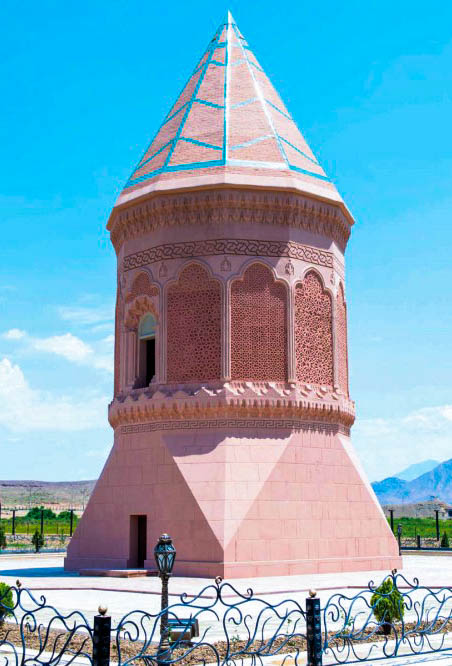
Гюлистанская гробница

Памятник расположен недалеко от деревни Гюлюстан, района Джульфы Нахчывана. Он был построен в начале XIII века.
В средневековых источниках Гюлистанская гробница называется «Кесик Гунбез». Гробница олицетворяет культурную интеграцию между Седжукской империей и тюркскими племенами Азербайджана в XI—XIII веках.
30 сентября 1998 года памятник был занесен в предварительный список Всемирного наследия ЮНЕСКО, нуждающийся в срочной охране.

## Музеи
В Нахичеванской автономной республике 28 музеев. В музеях хранится около 110 000 выставок.

### Музей Гейдара Алиева
Музей Гейдара Алиева был основан в 1999 году. В музее хранятся альбомы, книги, газеты и журналы, отражающие жизнь и деятельность Гейдара Алиева и его личные вещи.

### Нахчыванский государственный музей ковров
Музей первоначально был основан в 1998 году; 20 марта 2010 года музей был перенесен в новое здание. В музее имеется 3296 культурных материалов, из которых 331 составляют ковры. В музее выставлены ковры с украшениями, относящимися к разному периоду времени. В музее — 124 тебризских и нахчыванских ковров.

### Дом-музей Гусейна Джавида
В музее представлено 9111 экспонат. Экспонаты состоят из работ Г.Джавида, фотографий, предметов домашнего обихода и других вещей.

## Оздоровительный туризм
Нахчыван славится своим оздоровительным туризмом, так как имеет богатые природные ресурсы. Люди посещают Нахчыван из разных стран для лечения. Знаменитыми лечебными центрами в Нахчыване являются Даридагский бальнеологический госпиталь, Физиотерапевтический центр Дуздаг, Физиотерапевтическая больница Бадамлы.

### Дардагская бальнеологическая больница
Термальная вода Даридага расположена в 15 километрах от региона Джульфы. Он имеет важные лечебные преимущества для кожных заболеваний, таких как импетиго, пиодермия, зуд и т. д.

### Физиотерапевтический центр Дуздаг
Физиотерапевтический центр Дуздаг был создан 29 декабря 1979 года и начал свою работу 7 марта 1980 года в центральной больнице Бабека. Центр состоит из наземного и подземного отделов, а площадь центра составляет около 15000 квадратных метров. В центре рассматриваются различные типы заболеваний, такие как предастматическая, бронхиальная астма, хронический бронхит, хронический бронхит аллергическим и астматическим компонентом.

### Физиотерапевтическая больница Бадамлы
Больница была основана в 1980 году в Шахбузском районе Нахчывана. Вода Бадамлы обладает лечебным эффектом и может вылечить болезни пищеварительной системы, такие как хронический гастрит, хронические заболевания панкреатита, хронический энтероколит, желчнокаменные заболевания.

## Археологические объекты

### Некрополь Иликлигая
Этот археологический памятник расположен в Ордубадском районе и основан на пунктах, найденных здесь, поселение относится ко II—I тысячелетию до н. э. Кувшин, чайные горшки, чашки и блюда, найденные в поселке, относятся к поздним бронзовым и ранним железным эпохам.

### Поселение Ишиглар
Поселок расположен в Бабекском районе и построен в средние века. Площадь составляет 46000 м2 земли.